# Anna Groß

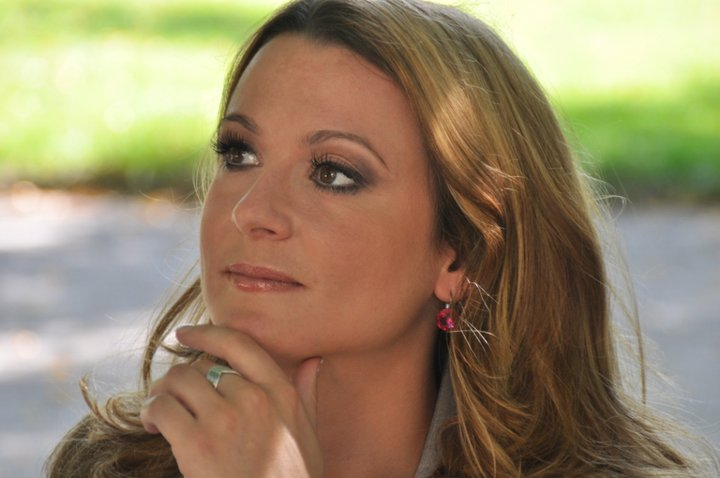
Anna Groß (2012)

Anna Teresa Groß (* 11. Februar 1982 in München) ist eine deutsche Fernsehmoderatorin.

## Leben
Groß wuchs im Süden Münchens auf. Im Jahr 2002 absolvierte sie das Abitur am Carl-Spitzweg-Gymnasium in Germering.
Sie begann ihre berufliche Laufbahn im April 2003 mit einem Praktikum beim Radiosender Antenne Bayern in Ismaning. Anschließend, ab November 2003, absolvierte sie ein Volontariat in der Redaktion des lokalen Fernsehsenders München TV am Moosfeld in München, bei dem sie auch ihre Ausbildung abschloss. Im August 2005 wechselte sie zu
Antenne Bayern. Dort war sie unter anderem als freie Redakteurin in der Redaktion tätig und moderierte die Nachtnachrichten, machte Live-Talks und verschiedene Reportagen und Beiträge. Im Januar 2008 wechselte Anna Groß zu Radio Arabella. Dort war sie Nachrichtensprecherin, Redakteurin und Chefreporterin. Im Mai 2009 begann sie ihre Tätigkeit als Redakteurin und Reporterin bei ProSieben in Unterföhring und war für die Boulevardsendung taff zuständig.
Derzeit ist sie für den öffentlich-rechtlichen Fernsehsender Bayerischer Rundfunk tätig. Seit Mai 2010 moderiert sie im Wechsel mit Renate Herzberg und Roman Roell die BR-Sendung „Schwaben & Altbayern aktuell“.